# 泉信彦
泉 信彦（いずみ のぶひこ、1966年3月11日 - ）は、IT・モバイルコンテンツ事業、不動産事業、プライズ事業、投資銀行事業、再生可能エネルギー事業を行う日本の経営者。

## 概要
1990年4月に愛媛銀行入行。1997年に事業者向け金融大手の株式会社ロプロ（現：株式会社日本保証）へ入社、2008年6月同社の常務取締役となる。2011年には、レクセム株式会社の代表取締役会長となる。2014年10月にR-1第1号投資事業有限責任組合が安嶋幸直氏持分の一部及び株式会社ワイズメンドットコム持分の全部を取得する形で株式会社SmartEbook.com（現：株式会社フォーサイド）の筆頭株主となり同年11月に取締役となった。
2015年11月には、株式会社クレディエンス（現：フォーサイドフィナンシャルサービス株式会社)の株式を取得し子会社化、ファイナンス事業に参入した。2016年12月、多角的な戦略でグループを拡大し、株式会社フォーサイドの取締役会長に就任から僅か2年で7年ぶりの営業利益および四半期純利益において黒字化となり、経営状態を改善させ、安定した黒字経営企業へと導いた。
更なる事業領域の拡大を目指し、2017年3月には、アドアーズ株式会社（現：株式会社KeyHolder）の傘下の株式会社ブレイクの全株式を取得し100%子会社化。同年6月には、日本賃貸住宅保証機構株式会社の株式40%を取得し子会社化するなどした結果、2017年12月期は営業収益が前期比274.8%増の35億円、経常利益が前期比153.7%増の1億400万円、営業利益が前期比316.7%増の1億円の見通しと発表された。2018年3月、日本信用情報サービス株式会社の取締役に就任となる。2018年、レクセム最高顧問、フォーサイド取締役会長、フォーサイドフィナンシャルサービス代表取締役、日本信用情報サービス取締役、横浜フリエスポーツクラブ取締役副会長を務める。2020年6月より、株式会社プロスペクト（現:株式会社ミライノベート）の社外取締役。同年7月、専務取締役CFO。同年10月、代表取締役社長CEOに就任。2021年8月、角川春樹事務所より、ティーンエイジャーの女性向けファッション雑誌「Popteen」を株式会社フォーサイドの連結子会社である株式会社ポップティーンが取得し、発行人が角川春樹より泉信彦となった。株式会社ミライノベート代表取締役社長に就任から僅か2年で5年ぶりの営業利益および四半期純利益において黒字化となり、経営状態を改善させ、安定した黒字経営企業へと導いた。なお2022年10月12日には2023年3月期の営業利益が前期比6318%増の6億9500万円、経常利益が前期比550%増の5億8100万円、当期純利益が7億5100万円の見通しと発表された2022年10月、株式会社日本エネライズ代表取締役社長に就任。。2023年2月、株式会社ミライノベートがJトラスト株式会社に吸収合併され、同社の常務取締役執行役員となる。

## 略歴
- 1990年4月 - 株式会社愛媛銀行入行
- 1997年9月 - 株式会社ロプロ(現:株式会社日本保証)入社
- 2007年6月 - 同社取締役
- 2008年6月 - 同社常務取締役
- 2009年6月 - 同社常務執行役員
- 2011年5月 - レクセム株式会社代表取締役会長
- 2011年12月 - 同社顧問
- 2014年11月 - 株式会社Smart Ebook.com(現:株式会社フォーサイド取締役会長)
- 2015年6月 - アドアーズ株式会社(現:株式会社KeyHolder)取締役
- 2016年1月 - 株式会社横浜フリエスポーツクラブ社外取締役
- 2017年2月 - 同社取締役副会長(現任)
- 2017年3月 - フォーサイドフィナンシャルサービス株式会社代表取締役
- 2017年4月 - 株式会社デジタルデザイン(現:Nexus Bank株式会社)監査役
- 2018年3月 - 日本信用情報サービス株式会社取締役
- 2020年6月 - 株式会社プロスペクト（現:株式会社ミライノベート）社外取締役
- 2020年7月 - 同社専務取締役CFO
- 2020年10月 - 同社代表取締役社長CEO
- 2022年10月 - 株式会社日本エネライズ代表取締役社長[20]
- 2023年2月 - Jトラスト株式会社常務取締役執行役員
- 2023年3月 ‐Jトラストグローバル証券株式会社取締役
- 2024年5月 - 株式会社スターシーズ代表取締役[21]